# Quebrada de Zapar
La  quebrada de Zapar es un curso natural de agua que nace en las laderas del cerro Honar desde donde fluye con dirección general poniente hasta desembocar en el Salar de Atacama en la Provincia El Loa, región de Antofagasta, Chile.

## Trayecto
La quebrada Zapar es una de los afluentes que fluyen al salar de Atacama desde el oriente.: 174–176 

## Caudal y régimen
Su caudal alcanza los 5 l/s con los cuales se riegan 10 ha.: 174 

## Historia
Luis Risopatrón la menciona brevemente en su Diccionario jeográfico de Chile:: 956 
Zápar (Quebrada de). Se cultivan en ella algunas hectáreas de alfalfa, frente a los pantanos de Tambillo, en el valle del río Atacama.
Antiguamente el río San Pedro de Atacama era llamado simplemente río Atacama.

## Población, economía y ecología
De las aguadas riberanas del Salar de Atacama, no cabe duda de que el agua de la quebrada Honar que se embalsa en Toconao es prácticamente pura, lo que permite que sea este oasis un vergel donde se producen frutales y todo otro cultivo. También es muy buena, aunque demasiado escasa, el agua de Zapar.: 180 